# Film plástico

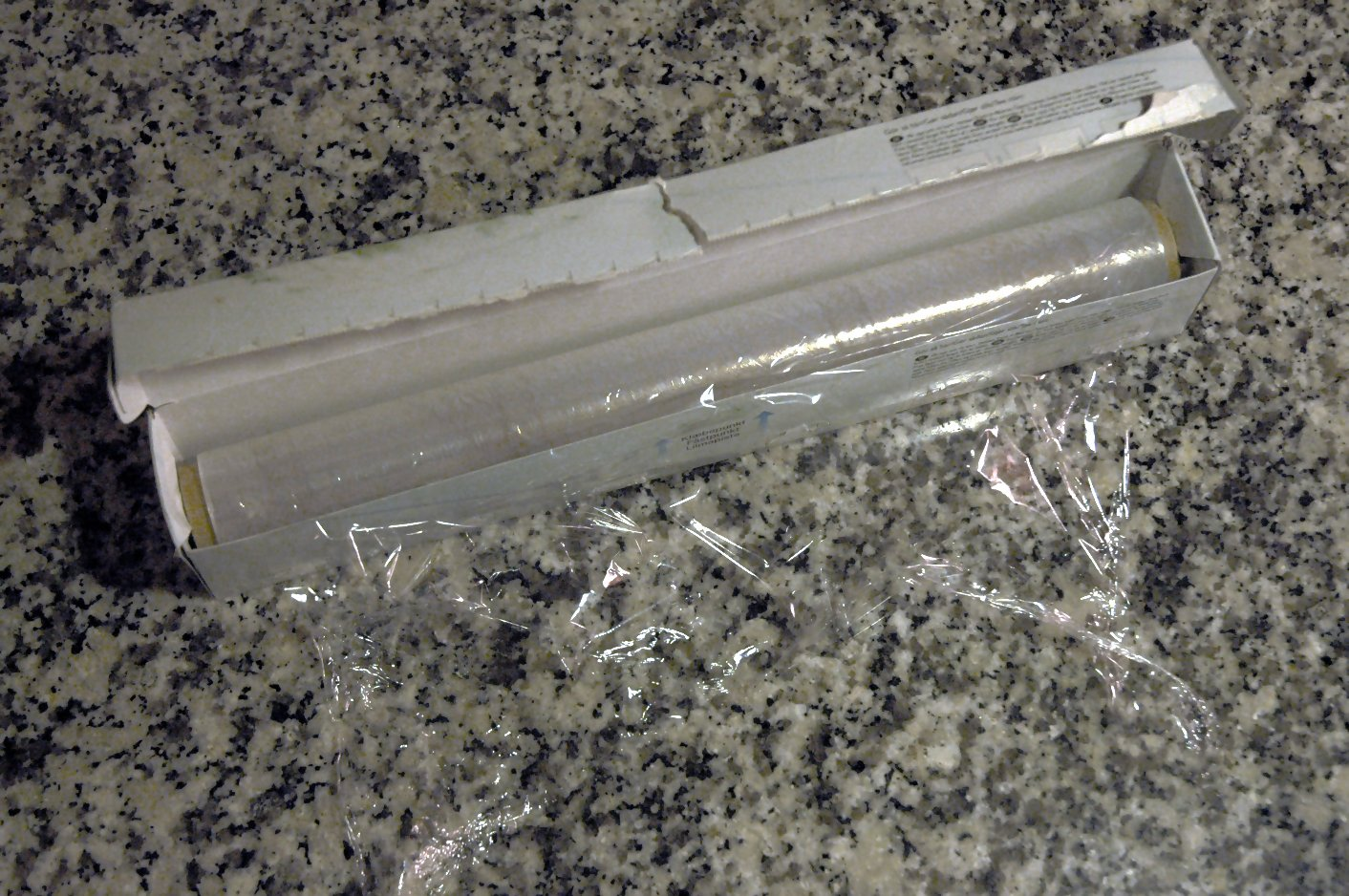
Rollo de film plástico

Film plástico, papel film (Argentina), alusa (Chile) vinipel (Colombia) es un rollo de plástico que se usa normalmente para sellar alimentos en recipientes para mantenerlos frescos durante un período de tiempo más largo.
En el sector del embalaje plástico, el filme resulta ser, junto con la botellería y las bolsas el producto con mayor peso específico.
El filme se fabrica a partir de la granza del polietileno (PE) y el polipropileno (PP) como los dos principales materiales utilizados. Existe una amplia cantidad de aplicaciones del film:
- Film estirable. Utilizado para el recubrimiento de productos previamente envasados o semienvasados como el caso de bandejas de EPS para productos frescos: frutas, verdura, carne, pescado. En algunos lugares se le llama Envoplast por el fenómeno de marca vulgarizada.
- Film paletizable. Utilizado para el enfardado de cargas previamente paletizadas.
- Film retráctil. Utilizado para enfardado y agrupamiento de envases y otros productos como prensa o revistas, así como para el envasado.
- Film alveolar. El clásico plástico de burbujas.

En los últimos años, el sector está asistiendo a un incremento de la demanda[cita requerida] gracias a dos factores fundamentales: la necesidad de seguridad en el transporte de productos ha hecho crecer la demanda para el filme enfardado, alveolar y retráctil. Por otro lado, las actuales tendencias hacen que cada vez ganen más cuota de mercado los productos envasados y mejor presentados lo que ha aumentado considerablemente el uso de filmes estirables y retráctiles como elemento con características higiénicas y estéticas.
Los sectores que gozan de mayor salud son el film estirable y el retráctil que van destinados en su mayoría al consumidor final. Las empresas han invertido grandes esfuerzos en los últimos años en añadir valor a estos productos. En la mayoría de los casos, sus actividades se han destinado a mejorar los apartados de impresión, hasta alcanzar gamas de 6 y 8 tintas en impresión flexográfica.
- Datos: Q356700
- Multimedia: Cling film / Q356700